# Angleton
Angleton és una població dels Estats Units a l'estat de Texas. Segons el cens del 2000 tenia 18.130 habitants.

## Demografia
Segons el cens del 2000, Angleton tenia 18.130 habitants, 6.508 habitatges, i 4.894 famílies. La densitat de població era de 662,9 habitants/km².
Dels 6.508 habitatges en un 41% hi vivien nens de menys de 18 anys, en un 56,5% hi vivien parelles casades, en un 13,9% dones solteres, i en un 24,8% no eren unitats familiars. En el 21,2% dels habitatges hi vivien persones soles el 8,7% de les quals corresponia a persones de 65 anys o més que vivien soles. El nombre mitjà de persones vivint en cada habitatge era de 2,75 i el nombre mitjà de persones que vivien en cada família era de 3,19.
Per edats la població es repartia de la següent manera: un 29,8% tenia menys de 18 anys, un 9% entre 18 i 24, un 30,3% entre 25 i 44, un 20,1% de 45 a 60 i un 10,8% 65 anys o més.
L'edat mediana era de 33 anys. Per cada 100 dones de 18 o més anys hi havia 88,9 homes.
La renda mediana per habitatge era de 42.184$ i la renda mediana per família de 50.019$. Els homes tenien una renda mediana de 39.711$ mentre que les dones 23.508$. La renda per capita de la població era de 17.915$. Aproximadament el 8,9% de les famílies i l'11,1% de la població estaven per davall del llindar de pobresa.

## Poblacions més properes
El següent diagrama mostra les poblacions més properes.